# Adamanasuchus
Adamanasuchus es un género extinto de aetosaurio. Sus fósiles se han hallado en varias localidades del Grupo Chinle en Arizona y datan de la etapa del Carniense del Triásico Superior. La localidad de la que proviene le da su nombre también a la edad faunística de vertebrados del Adamaniano.